# Pampa Energía
Die Pampa Energía S.A. (Sociedad Anónima) ist einer der größten Stromversorger in Argentinien. Das Unternehmen wurde im Jahr 2005 gegründet und hat seinen Hauptsitz in Buenos Aires.
Im Segment der Stromerzeugung ist Pampa mit einer installierten Leistung von 3.871 MW mit rund 10 % an der gesamten Stromversorgung in Argentinien beteiligt. Weitere 558 MW sind im Bau oder geplant. Im Segment der elektrischen Energieübertragung ist Pampa der größte Übertragungsnetzbetreiber für Hochspannung in Argentinien und unterhält ein Netz von rund 10.155 Kilometer Länge. Die Niederspannungsversorgung mit rund 6.108 km wird über ihre Tochtergesellschaft Transba abgewickelt.
Zur Pampa gehört auch das 1992 von der argentinischen Regierung privatisierte Unternehmen Edenor, das mit rund 2.700.000 Endkunden auch den  nördlichen Großraum von Buenos Aires versorgt. 2012 beschäftigte Pampa rund 5.000 Mitarbeiter. Die Gesamtkundenanzahl beträgt laut eigenen Angaben 3,6 Millionen Endabnehmer.
Die Aktien der Pampa Energía werden an der Bolsa de Comercio de Buenos Aires in Argentinien und seit Oktober 2009 auch an der New York Stock Exchange (NYSE) gehandelt.